# Доронін Олександр Макарійович
Олександр Макарійович Доронін (7 січня 1947, с. Петровка, нині Большеігнатовський район, Республіка Мордовія, Росія — 17 березня 2021) — ерзянський поет, прозаїк, літературознавець. Член СП РФ (1984).

## Біографія
Народився в родині ерзянина Макарія Івановича Дороніна. У два роки втратив матір. Батько одружився вдруге. Закінчив Ічалковське педагогічне училище, Літературний інститут імені А. М. Горького (Москва, 1973). Працював головним редактором єдиного ерзяномовного журналу "Сятко" («Іскра»). Голова Спілки письменників Республіки Мордовія з 2000.

## Творчість
Друкується з 1967. Автор збірок поезій сповідально-ліричного характеру «Чачома ёнкс» («Рідний край», 1972), «Од порань валдо» («Світло юності», 1984), «Велев кись юты седейгам» («Сільською стежкою», 1988). У творчості відчутний вплив ерзянських письменників міжвоєнного часу Васілія Радаєва (автор поеми «Сіяжар») і поета Ілька Мориця.
1992 — збірка проезій лірико-філософського змісту «Древо роду» (переклад московською мовою С.Макаров, В. Ґадаєв).
Роман Дороніна «Кочкодыкесь — пакся нармунь» («Перепелиця — птах польовий», 1993) у формі ліричної хроніки розповідає про звільнення людського світогляду від комуністичних догм. Роман «Баягань сулейть» («Тіні дзвонів», 1995) змальовує життєвий шлях патріарха РПЦ Нікона, ерзя за національністю. Роздуми про духовний стан ерзянського народу складають основу збірки нарисів Дороніна «Кинть ютасы молицясь» («Шлях здолає той, хто йде» 1994). Третій роман «Кузьма Алєксєєв» вийшов 1998. Він відзначений Першою премією Товариства М. А. Кастрена (Фінляндія, 2000).
Автор низки літературних портретів, передмов до багатотомних видань ерзянських класиків, також оригінальної публіцистики.
Ерзянська критика називає Дороніна найвизначнішим національним прозаїком кінця ХХ століття, який пішов набагато далі від свого видатного попередника — Кузьми Абрамова. Проте літературознавець Шарононь Сандра вказує на суттєвий ґандж письма Дороніна: важка мова (на відміну від Кузьми Абрамова), складність фабули, що істотно звужує коло його читачів («Зрілість творчості», рецензія Шарононь Сандри на роман «Баягань сулейть»).
Окремі твори Дороніна перекладено марійською, удмуртською, чувашською мовами.

## Зв'язки з Україною
Перекладів українською мовою немає. Але в романі «Баягень сулейть» (У тіні дзвонів) Доронін присвятив цілі розділи історії українсько-московських взаємин 17 століття, ставлення Патріарха РПЦ Нікона до українського козацтва, Визвольної війни українського народу під проводом Богдана Хмельницького. Щоправда, автор скрізь виступає з москвоцентричних позицій, які могли б сприкрити сучасного українського читача.
На посаді голови СП РМ Доронін зробив спробу поновити стосунки з українськими колегами з СПУ — 2002 отримали лист з Києва з пропозицією «кодифікувати» українсько-ерзянські літературні взаємини. Проте видимого розвитку ця ідея не отримала.